# Gare d'Haapajärvi
La gare de Haapajärvi (en finnois : Haapajärven rautatieasema  est une gare du réseau  ferroviaire de Finlande située à Haapajärvi en Finlande.

## Situation ferroviaire
La gare de Haapajärvi est située sur la ligne Iisalmi–Ylivieska.